# Nemanema obtusicaudatum
Nemanema obtusicaudatum är en rundmaskart som beskrevs av Allgen 1947. Nemanema obtusicaudatum ingår i släktet Nemanema och familjen Oxystominidae. Inga underarter finns listade i Catalogue of Life.